# Сякундыкикке
Сякундыкикке (устар. Сякунды-Кикя) — река в России, протекает по Ямало-Ненецкому АО. Устье реки находится в 232 км по левому берегу реки Еркалнадейпур. Длина реки составляет 127 км.

## Притоки
(км от устья)
- 38 км: река Чолигикикке
- 48 км: река Тюнемпылькикке
- 90 км: река Тяпангкикке
- 102 км: река Купеакикке
- 114 км: река без названия

## Данные водного реестра
По данным государственного водного реестра России относится к Нижнеобскому бассейновому округу, водохозяйственный участок реки — Пур, речной подбассейн реки — подбассейн отсутствует. Речной бассейн реки — Пур.
Код объекта в государственном водном реестре — 15040000112115300057756.